# Eero Hyvärinen
|  | Per a altres significats, vegeu «Eero Hyvärinen (desambiguació)». |

Eero Juho Hyvärinen (Kontiolahti, Carèlia Septentrional, 27 d'abril de 1890 – Lahti, 27 de maig de 1973) va ser un gimnasta finlandès que va competir a començaments del segle xx. Era germà del també gimnasta Mikko Hyvärinen.
El 1912 va prendre part en els Jocs Olímpics d'Estocolm, on va guanyar la medalla de plata en el concurs per equips, sistema lliure del programa de gimnàstica.